# Palácio de Liria
O Palácio de Liria é um edifício Neoclássico em Madrid, Espanha, localizado nos números 20-22 da atual Calle Princesa. Possui 3.500 metros quadrados, repartidos em 200 cômodos. É parte do patrimônio da Casa de Alba, servindo, geralmente, como moradia principal para o Chefe da Casa de Alba, o Duque de Alba.
Desde setembro de 2019 uma parte do primeiro andar do palácio foi transformada em museu, que está aberto para visitação pública guiada.

## História
Construído por volta de 1770 pelo Duque de Berwick, baseado num projecto de Ventura Rodriguez, no início do Século XIX passou por herança para a Casa de Alba. Excetuando a fachada, todo o palácio foi destruído durante a Guerra Civil de Espanha. Desde a sua reconstrução, foi a residência privada principal da 18.ª Duquesa de Alba, Cayetana de Alba. O seu interior inclui algumas remodelações executadas por Edwin Lutyens.
O palácio contém uma admirável coleção privada de arte Europeia, incluindo pinturas de Pietro Perugino, Tiziano, El Greco, Goya, Murillo, Rembrandt, Ribera, Velazquez, Ingres e Joshua Reynolds, e gravuras de Durer, Mantegna, Van Dyck. Ali também se encontra a famosa Bíblia de Alba.
Desde setembro de 2019 uma parte do primeiro andar do palácio foi transformada em museu, que está aberto para visitação pública guiada. Entre as atrações expostas estão fotografias de pessoas ilustres que visitaram o local, como o Príncipe Alberto de Mônaco, a Rainha Fabíola de Bélgica, o Rei Juan Carlos da Espanha, o Rei Filipe VI da Espanha e Jacqueline Kennedy.